# Coleophora klimeschiella
Coleophora klimeschiella — вид лускокрилих комах родини чохликових молей (Coleophoridae).

## Поширення
Вид поширений в Південно-Східній Європі (включаючи Україну), Центральній та Малій Азії. Присутній у фауні України. Завезений до Каліфорнії, Техасі та на Гаваях.

## Спосіб життя
Гусениці живляться Salsola australis. Вони проходять через п'ять стадій линяння. На перших двох стадіях личинки мінують листя, потім живуть у чохликах, які будують з листя кормової рослини.